# U-Bahn-Station Weißer Stein
Weißer Stein ist eine oberirdische Station der U-Bahn Frankfurt. Sie liegt im Stadtteil Eschersheim auf der U-Bahn-Strecke A und wird von den Linien U1 bis U3 sowie U8 bedient. Die Station wurde am 4. Oktober 1968 eröffnet, als der erste Teilabschnitt zwischen Hauptwache und Nordweststadt in Betrieb ging. Weiter ist sie Endhaltestelle der Buslinien 63, 66 und 69.

## Lage
Der Haltepunkt Weißer Stein ist die nördlichste der drei Stationen in Eschersheim und wie alle anderen Haltepunkte der Strecke zwischen der Stadtbahnstation Dornbusch und Heddernheim ein oberirdischer Halt. Die Bahnstrecke folgt ab dem U-Bahnhof Eschenheimer Tor der Eschersheimer Landstraße, die am Weißen Stein nach rechts abbiegt und am Bahnhof Frankfurt-Eschersheim endet. Die Strecke führt an der Straße Am Weißen Stein weiter und überquert danach die Maybachbrücke nach Heddernheim.

## Aufbau
Die Station hatte ursprünglich nur unterirdische Zugänge, die von beiden Seiten der Eschersheimer Landstraße erreichbar waren. Später wurden aufgrund der geringen Akzeptanz der oft schlecht beleuchteten und verschmutzen Tunnel niveaugleiche Zugänge geschaffen. Der Bahnsteig ist 100 m lang und 80 cm hoch.

## Bau
Nachdem entschieden wurde, die A-Linie von der Hauptwache bis zur Miquelallee zu untertunneln sollte die Strecke nördlich der Ausfahrtrampe in der Nähe der Humser Straße oberirdisch in der Eschersheimer Landstraße verlaufen. Das Verkehrsplanungsamt entwarf 1964/65 eine genaue Planung und wollte dabei der Stadtbahn und dem Straßenverkehr günstige Fahrwege bieten. Der abgetrennte Gleiskörper der Stadtbahn erforderte jedoch deutlich mehr Platz als in der alleenartigen Eschersheimer Landstraße zur Verfügung stand. Nachdem die Stadtverordnetenversammlung am 24. März 1966 den Straßenausbau genehmigte, wurden im Frühjahr 1966 zunächst 275 Bäume in der Landstraße und den anliegenden Nebenstraßen abgeholzt. Insgesamt wurde der Querschnitt der Straße dabei von 16 m auf 30 m verbreitert. Die Abholzungen wurden von der Bevölkerung zwar kritisch gesehen, aufgrund der erhofften Verkehrsverbesserung jedoch ohne größeren Protest hingenommen. Als am 1. Dezember 1966 die Baugenehmigung vorlag, sollte der weiter laufende Straßenbahnverkehr möglichst nicht eingeschränkt werden, was vor allem den Autoverkehr beschränkte. Die einzelnen Stationen wurden mit 100-Meter-Bahnsteigen ausgerüstet, an denen Vier-Wagen-Züge halten sollten. Die Bahnsteige erhielten zunächst eine Höhe von 56 cm, um den Mischbetrieb mit Fahrzeugen der Straßenbahn zu ermöglichen. Später wurden sie auf 80 cm angehoben. Der zunächst quadratische Plattenbelag der Station wurde nach Frostschäden durch ein zweifarbiges Verbundpflaster ersetzt. Der Fußgängertunnel des Haltepunkts Weißer Stein liegt unter dem Bahnhofsbereich und verfügt über Zugänge zur West- und Ostseite der Eschersheimer Landstraße und zum Platz Weißer Stein, der 1988 zum Taxi- und Bushaltepunkt ausgebaut wurde.

## Betrieb
| Linie | Verlauf | Takt |
| ----- | --- | --- |
| S1    | Südbahnhof – Schweizer Platz – Willy-Brandt-Platz – Hauptwache – Eschenheimer Tor – Grüneburgweg – Holzhausenstraße – Miquel-/Adickesallee – Dornbusch – Fritz-Tarnow-Straße – Hügelstraße – Lindenbaum – Weißer Stein – Heddernheim – Zeilweg – Heddernheimer Landstraße – Nordwestzentrum – Römerstadt – Ginnheim/Niddapark – Ginnheim Mitte | 10 min (werktags) 15 min (sonn-/feiertags)                                                                                |
| S2    | Südbahnhof – Schweizer Platz – Willy-Brandt-Platz – Hauptwache – Eschenheimer Tor – Grüneburgweg – Holzhausenstraße – Miquel-/Adickesallee – Dornbusch – Fritz-Tarnow-Straße – Hügelstraße – Lindenbaum – Weißer Stein – Heddernheim – Sandelmühle – Riedwiese/Mertonviertel – Kalbach – Bonames Mitte – Nieder-Eschbach – Ober-Eschbach – Bad Homburg-Gonzenheim | 10 min (Südbf–Nieder-Eschb. werktags) 10/20 min (Nieder-Eschb.–Gonzenh. werktags) 5/10 min (HVZ) 15 min (sonn-/feiertags) |
| S3    | Südbahnhof – Schweizer Platz – Willy-Brandt-Platz – Hauptwache – Eschenheimer Tor – Grüneburgweg – Holzhausenstraße – Miquel-/Adickesallee – Dornbusch – Fritz-Tarnow-Straße – Hügelstraße – Lindenbaum – Weißer Stein – Heddernheim – Zeilweg – Wiesenau – Niederursel – Weißkirchen Ost – Bommersheim – Oberursel Bahnhof – Oberursel Stadtmitte – Oberursel Altstadt – Oberstedter Straße – Glöcknerwiese – Kupferhammer – Rosengärtchen – Waldlust – Oberursel-Hohemark | 15 min (werktags) 30 min (sonn-/feiertags)                                                                                |
| S8    | Südbahnhof – Schweizer Platz – Willy-Brandt-Platz – Hauptwache – Eschenheimer Tor – Grüneburgweg – Holzhausenstraße – Miquel-/Adickesallee – Dornbusch – Fritz-Tarnow-Straße – Hügelstraße – Lindenbaum – Weißer Stein – Heddernheim – Zeilweg – Wiesenau – Niederursel – Uni-Campus Riedberg – Riedberg | 15 min 10 min (HVZ) |